# 血之遊戲2
《血之遊戲2》是韓國OTT平台wavve于2023年播出的生存真人秀綜藝節目，韓國時間每周五上午11:00播出。參與遊戲的14位玩家們為了成為最後1人展開心理戰，爭奪3億韩元獎金。

## 節目介紹
《血之遊戲2》是非常不公平且不合理的遊戲，遊戲會特別有利或者特別不利於某一玩家，游戲的結果甚至會決定玩家的生存與淘汰，玩家要利用政治陰謀背叛等各種手段生存下來，只要不違反血之遊戲的規則，為了生存而所做出的一切行為都將不成問題。
除此之外，本季新增隱藏玩家設定，由第一季隨機選2人，再由此2人選擇2名普通玩家一同擔任隱藏玩家。4位隱藏玩家前幾日須住在豪宅外的生存區進行露宿，同時也有小遊戲供隱藏玩家賺取生活所需之物品。隱藏玩家須推舉一人擔任間諜混入一般玩家中共同參與遊戲，且4位隱藏玩家必須在「伏擊之日」破壞豪宅之標誌，藉以佔領豪宅並可與普通玩家交換住處。

## 參與者

### 隱藏玩家
| 姓名   | 譯名   | 代表作                                                             |
| ------ | ------ | ------------------------------------------------------------------ |
| 박지민 | 朴智敏 | 新聞主播、《血之遊戲》第一季準決賽選手                             |
| 덱스   | DEX    | 前UDT／youtuber、《單身即地獄2》第二季成員、《血之遊戲》第一季選手 |
| 홍진호 | 洪榛浩 | 前職業電玩選手、《遊戲的法則》第一季冠軍                           |
| 신현지 | 申賢智 | 模特兒                                                             |

### 普通玩家
| 姓名        | 譯名         | 職業                                                                          |
| ----------- | ------------ | ----------------------------------------------------------------------------- |
| 케리건메이  | Kerrigan May | 作家、Rapper                                                                  |
| 하승진      | 河升鎮       | 前NBA籃球選手                                                                 |
| 현성주      | 賢成柱       | 世界撲克選手                                                                  |
| 윤비        | YunB         | Rapper、生存男女：分裂的世界冠軍                                              |
| 후지이 미나 | 藤井美菜     | 日本演員                                                                      |
| 서출구      | 西出口       | Rapper、頂樓遊戲選手                                                          |
| 허준영      | Pi           | 女團Badkiz成員出身，遊戲直播主Youtuber、曾出演YouTube之網路節目《金錢遊戲》。 |
| 넉스        | KNUCKS       | Krump Dancer                                                                  |
| 유리사      | Yurisa       | 本名朴善慧，Youtuber、模特兒、IQ156門薩會員                                   |
| 이진형      | 李真卿       | 大學生、2019大學修學能力試驗 (CSAT)滿分                                       |

### 淘汰表
| 排名             | 參賽者           | 插話  | 插話   | 插話     | 插話     | 插話     | 插話     | 插話 | 插話  | 插話   | 插話     | 插話 | 插話  | 插話   | 插話   | 插話   | 金錢遊戲 勝出 | 淘汰者投票 豁免 | 死亡遊戲 勝出 |
| 排名             | 參賽者           | 1     | 2      | 3        | 43       | 54       | 64       | 7    | 8     | 9      | 10       | 117  | 12    | 13     | 13     | 13     | 金錢遊戲 勝出 | 淘汰者投票 豁免 | 死亡遊戲 勝出 |
| 排名             | 參賽者           | 1     | 2      | 3        | 43       | 54       | 64       | 7    | 8     | 9      | 10       | 117  | 12    | 半決賽 | 決賽   | 決賽   | 金錢遊戲 勝出 | 淘汰者投票 豁免 | 死亡遊戲 勝出 |
| ---------------- | ---------------- | ----- | ------ | -------- | -------- | -------- | -------- | ---- | ----- | ------ | -------- | ---- | ----- | ------ | ------ | ------ | ------------- | --------------- | ------------- |
| 1                | 李真卿           | 生存  | 生存   | 生存     | 生存     | 生存     | 生存     | 生存 | 豁免5 | 生存   | 生存     | 勝利 | 勝利  | 生存   | 勝利   | 勝利   | 0             | 1               | 4             |
| 2                | dex              | 生存  | 生存   | 生存     | 勝利     | 勝利     | 勝利     | 勝利 | 生存  | 生存   | 勝利     | 生存 | 生存  | 生存   | 勝利   | 落敗   | 3             | 0               | 3             |
| 3                | 洪榛浩           | 生存  | 生存   | 生存     | 勝利     | 勝利     | 勝利     | 生存 | 勝利  | 生存   | 生存     | 生存 | 勝利9 | 勝利10 | 驅逐   |        | 5             | 0               | 1             |
| 4                | 西出口           | 生存  | 生存   | 生存     | 勝利     | 勝利     | 勝利     | 勝利 | 勝利  | 生存   | 生存     | 生存 | 豁免9 | 生存   | 驅逐   |        | 5             | 1               | 0             |
| 5                | 申賢智           | 生存  | 生存   | 生存     | 勝利     | 勝利     | 勝利     | 生存 | 生存  | 生存   | 生存     | 勝利 | 生存8 | 驅逐   |        |        | 4             | 0               | 0             |
| 6                | Pi               | 驅逐  |        | 生存2    | 生存     | 生存     | 生存     | 生存 | 生存  | 生存   | 生存     | 生存 | 驅逐  |        |        |        | 0             | 0               | 0             |
| 7                | YunB             | 生存  | 生存   | 生存     | 勝利     | 勝利     | 勝利     | 生存 | 生存  | 生存5  | 勝利     | 驅逐 |       |        |        |        | 4             | 1               | 0             |
| 8                | 河升鎮           | 生存  | 生存   | 生存     | 生存     | 生存     | 生存     | 生存 | 生存  | 生存   | 驅逐     |      |       |        |        |        | 0             | 0               | 0             |
| 9                | KNUCKS           | 生存  | 生存   | 勝利     | 生存     | 生存     | 生存     | 生存 | 驅逐  |        |          |      | 幽靈  |        |        |        | 1             | 0               | 0             |
| 10               | 藤井美菜         | 勝利  | 生存   | 生存     | 生存     | 生存     | 勝利     | 驅逐 |       |        |          |      |       |        |        |        | 0             | 0               | 2             |
| 11               | 賢成柱           | 生存  | 生存   | 生存     | 生存     | 勝利     | 驅逐     |      |       |        |          | 幽靈 |       |        |        |        | 0             | 0               | 1             |
| 12               | Yurisa           | 勝利  | 生存   | 勝利     | 生存     | 驅逐     |          |      |       | 幽靈   |          |      | 幽靈  |        |        |        | 1             | 0               | 1             |
| 13               | 朴智敏           | 生存1 | 生存1  | 驅逐1    |          |          |          |      | 幽靈  |        |          |      |       |        |        |        | 0             | 0               | 0             |
| 14               | Kerrigan May     | 生存  | 生存   | 退出2    |          |          |          |      |       |        |          |      |       |        |        |        | 0             | 0               | 0             |
| 淘汰候補投票結果 | 淘汰候補投票結果 | 9-1   | 不適用 | 沒有公佈 | 沒有公佈 | 沒有公佈 | 沒有公佈 | 9-0  | 6-2   | 不適用 | 4-4 6-36 | 4-3  | 3-1   | 不適用 | 不適用 | 不適用 | 不適用        | 不適用          | 不適用        |

注解 

^1  朴智敏為隱藏玩家的臥底，在第一天潛伏在普通玩家當中。

^2  由於Kerrigan May決定退出比賽，Pi因而復活重新加入血之大宅。

^3  插話為伏擊之日，由野外玩家與普通玩家進行對決。

^4  本輪為野外玩家與普通玩家的對抗賽，獲勝者才能繼續在血之大宅生活，落敗者則被流放至野外，並從中投票一名玩家進入死亡遊戲與地牢玩家對決。

^5  玩家在幽靈賭場成功擊敗幽靈玩家，並獲得該輪淘汰候補豁免指定權。

^6  由於淘汰候補投票出現平票，進行重新一輪投票。

^7  由於YunB打開了潘朵拉盒子，所有玩家的個人資金將會被平均分配。

^8  由於申賢智打開了潘朵拉盒子，她被剝奪該輪淘汰候補投票權。

^9  金錢遊戲贏家贏得額外淘汰候補豁免指定權，並使用在另一位玩家身上。

^10  半決賽金錢遊戲贏家贏得決賽1對1指定權，有權選擇第一輪決賽對手。最後決賽第一輪為 洪榛浩 VS Dex、李真卿 VS 西出口。

 玩家在金錢遊戲中獲得勝利及淘汰候補豁免指定權。

 玩家使用淘汰候補豁免指定權，不能被指定成為淘汰候補。

 玩家在伏擊之日落敗並被落敗者投票監禁在地牢中。

 玩家在伏擊之日獲勝並獲得入住血之大宅的資格。

 玩家在淘汰候補投票中得票較低而生存。

 玩家被綁架至野外並成為隱藏玩家。

 玩家被金錢遊戲贏家流放至野外。

 玩家在死亡遊戲中獲勝，並被監禁在地牢中等待重返血之大宅的機會。

 玩家在死亡遊戲中獲勝並返回血之大宅。

 玩家在死亡遊戲落敗並被驅逐出血之大宅。

 玩家在半決賽金錢遊戲排名最後並被驅逐出血之大宅。

 玩家退出比賽。

 玩家在野外生存。

 玩家在該插話成為幽靈玩家。

 驅逐者在決賽中選擇支持一名玩家。

 該玩家為血之遊戲準優勝者。

 該玩家為血之遊戲優勝者。

## 節目影響或相關事件
- 第2季中的P代表金字塔（Pyramid）、潘多拉魔盒（Pandora's box）和幻影（Phantom）。
- 本季使用了以「上帝之眼」的主題符號。（第一季沒有標誌或主題符號）
- 參與者招募通知[註 1]中，原訂於2022年11月初，預計拍攝兩週，但實際拍攝時間為2023年1月起的兩週。原因是拍攝地點位於印度尼西亞巴厘島烏布的「Avalon Ubud Castle & SPA」豪宅，但該住宅外面是先前因造成人員傷亡而關閉的動物園，因此延後拍攝。
- PD玄正完表示：
  - 本季與第一季不同的是有向專業的遊戲公司諮詢，而非像第一季是節目製作團隊發想並規劃遊戲。目的是為了提高精準度及精彩度。
  - 之所以選擇巴厘島作為拍攝地點，因為一來韓國沒有適合地方可以拍攝計劃中的規模，二來因為進入一個非常陌生的地方會提升沉浸感，也能給觀眾一種沉浸在遊戲新世界的感受。
  - 第二季之所以由Wave獨播，是因為第一季合作時限制太多。且由於第1季是即時播出，收視率和高層及官方審議會變成是重要指標。而第2季是wave原創，因此審議、數量和策劃環境都是較為寬鬆，才有機會讓節目變得更為有趣。（但也因此有暴力、吸菸或喝酒等等不符合播出要求的畫面被播出。）

## 外部連結
- 官方网站
- Daum上《血之遊戲2》的資料